# The Pop
The Pop foi uma banda estadunidense de Los Angeles, Califórnia, formada inicialmente por Roger Prescott (guitarra / vocal), David Swanson (guitarra / baixo / vocal) e David Robinson (bateria / vocal). Segundo a biografia em sua página oficial (THE POP - a short history), a banda começou, em meados da década de 70, a escrever canções através da dupla Roger e David, esperando moldar se ao som de suas músicas favoritas dos anos 60, o pop britânico dos The Yardbirds, The Kinks e The Who.

## História

### 1975-1981: Biografia, álbunsThe Pop,Go!, EPHearts And Knives
A biografia da banda, em sua página oficial, afirma que o The Pop, no início, se assemelhava muito aos The Stranglers em seu desejo de aventura, com os três integrantes, Roger Prescott, David Swanson e David Robinson, se mudando para uma casa juntos e ensaiando no estilo de suas bandas mais ouvidas: The Yardbirds, The Kinks e The Who. Quando David Robinson mudou-se (vindo do The Modern Lovers), ele trouxe alguns registros por um grupo americano obscuro chamado Big Star, que também, rapidamente, se tornou uma influência sobre a jovem banda (o The Pop gravou sua própria versão de uma música do Big Star, "September Gurls", em uma demo para a Warner). 
O The Pop atuava em Los Angeles e lançou álbuns no curto período entre 1977 e 1981; partindo de seu 1º álbum, The Pop (1977), e depois Go! (1979); cujas influências chegam a Low, de David Bowie, e Another Green World, de Brian Eno (em músicas como "Beat Temptation" ou "Under The Microscope").
No início, experimentaram diferentes formações, às vezes adicionando um segundo guitarrista, dentre estes Ivan Kral (mais tarde com a banda de Patti Smith), Rick Bytner e Steven T.; mas nenhum deles permaneceu. Finalmente, depois de dois anos, com não muito mais que um par de shows no The Troubadour e algumas fitas demo para mostrar, David Robinson voltou a Boston para se juntar aos The Modern Lovers e, posteriormente, aos The Cars. Embora incrivelmente desanimados com este revés, Roger Prescott e David Swanson começaram a procurar um novo baterista, até encontrar Joel Martinez.
O primeiro intervalo do The Pop veio logo depois, quando a banda foi escolhida para desempenhar uma série de concertos gratuitos em Griffith Park, e foi onde conheceram outras bandas que iriam se juntar a eles para formar o Radio Free Hollywood: The Motels e The Dogs. Em uma dica de Dean Chamberlain, do The Motels, o The Pop alugou uma sala de ensaios barata nos estúdios Columbia, em Gower Street. Eles também começaram a gravar em gravadores de estúdio com Allan Rinde como coprodutor (Allan teve experiência como A&R, escritor de músicas e engenheiro de estúdio e também se tornou o empresário da banda).
Enquanto isso a Radio Free Hollywood organizava seu próprio concerto no Trouper's Hall em La Brea, e com o sucesso do show conseguiu quebrar a política dos clubes de Hollywood contra a contratação de bandas independentes para tocar nestes locais. Logo The Pop foram regulares no The Whisky e The Starwood e fizeram shows nestes locais com nomes como Johnny Thunders e Devo, bem como com outras bandas locais, como o The Plimsouls. A cena de Hollywood começava a decolar através de inúmeros fanzines, e um renascimento semelhante estava acontecendo em Nova Iorque, San Francisco, Boston e Londres. Foi através de um desses fanzines, uma revista chamada Back Door Man, que o The Pop conheceu os escritores Gregg Turner e Phast Phreddie, que iriam ajudá-los em seus dois primeiros singles e em seu primeiro LP, The Pop (1977).
Durante as gravações, a banda adicionou Tim Henderson no baixo, liberando David Swanson para tocar guitarra Rickenbacker de 12 cordas enquanto Roger Prescott se concentrava mais na guitarra principal e em efeitos de ruído. Eles também adicionaram Tim McGovern para preencher a bateria para Joel, às vezes ausente, e que logo revelou talentos adicionais como guitarrista também. Duas canções do álbum The Pop, "Down On The Boulevard" e "Animal Eyes", logo se tornaram hinos autênticos da cena musical do sul da Califórnia; principalmente através do programa The Rodney Binginheimer Radio Show, da rádio KROQ e das extensas datas de shows, de cima para baixo da costa oeste.
A banda manteve esta formação (Roger Prescott, David Swanson, Tim Henderson, Joel Martinez e Tim McGovern) para o próximo ano, mas, logo após assinar com a Arista Records, Joel foi substituído por Robert Williams e, mais tarde, por David Hoskot. No mesmo ano, Tim McGovern deixa o The Pop. A banda continuou como um quarteto. Roger Prescott e David Swanson estavam renovando seu interesse em raízes e influências através de Moby Grape e The Byrds. Este som é documentado apenas por um EP da banda, lançado pela Rhino Records, Hearts And Knives (1981), e algumas fitas ao vivo. Por fim o The Pop separou-se em 04 de julho do mesmo ano.

### 1993-2005: Músicas em coletâneas
A discografia na página oficial da banda coloca três coletâneas de power pop e punk rock contendo músicas do The Pop: DIY: We're Desperate - The L.A. Scene, DIY: Shake It Up! - American Power Pop II (ambas de 1993 e lançadas pela Rhino Records) e 20 Greats From The Golden Decade of Power Pop (2005, Varèse Sarabande).

## Discografia

### Singles
- 7" single, A: "Hit And Run Lover" / B: "Break The Chain" (1976) - Back Door Man Records (nomeados Pop!)
- 7" single, A: "Down On The Boulevard" / B: "I Need You", "Easy Action" (1977) - Back Door Man Records (USA)
- 7" single, A: "Down On The Boulevard", "I Need You" / B: "Nobody's Toy" (1979) - Arista Records (UK)
- 7" single, A: "Beat Temptation" / B: "She Really Means That Much To Me" (1979) - Arista Records
- 7" single, A: "Waiting For The Night" / B: "Go!" (1979) - Arista Records (Alemanha)
- 7" single, A: "Shakeaway" / B: "Falling For Carmen" (1979) - Arista Records (UK)

### EP
- 12" EP: Hearts And Knives (1981) - Rhino Records

### Álbuns
- LP: The Pop (1977) - Automatic Records (USA) / Arista Records (UK)
- LP: Go! (1979) - Arista Records

### Músicas em coletâneas
- CD: DIY: We're Desperate - The L.A. Scene (1976-79) (1993) - Rhino Records (música "Down On The Boulevard")
- CD: DIY: Shake It Up! - American Power Pop II (1978-80) (1993) - Rhino Records (música "Waiting For The Night")
- CD: 20 Greats From The Golden Decade of Power Pop (2005) - Varèse Sarabande (música "You Oughta Know")